# Cordillera del Tiantai
Tiantai (en chino, 天台; pinyin, Tiāntái; literalmente, ‘Paso (o Escalón) del Cielo’) son un grupo de montañas situadas en la provincia de Zhejiang, en China.
Parte de su fama se debe a que allí se desarrolló, a partir del siglo VI de nuestra era, la Escuela Budista del Tiantai (en japonés: Tendaishū), una de las diez ramas principales del budismo chino, y a que fue el lugar de refugio de algunos sabios adeptos al taoísmo y al budismo Chán, como el poeta Han Shan.